# Mark A. Gabriel
 (août 2018).
Si vous disposez d'ouvrages ou d'articles de référence ou si vous connaissez des sites web de qualité traitant du thème abordé ici, merci de compléter l'article en donnant les références utiles à sa vérifiabilité et en les liant à la section « Notes et références ».
Mark A. Gabriel (nom de plume) (né le 30 décembre 1957) est un conférencier et écrivain égypto-américain sur l'Islam.

## Biographie
Il est né le 30 décembre 1957 de parents musulmans en Égypte.
Ses parents l'ont appelé Mustafa. Ils étaient de riches propriétaires d'une usine de vêtements, de pieux musulmans, de même que ses six frères et sa sœur.
Mark Gabriel grandit immergé dans la culture musulmane, et fut envoyé à l'école Al Azhar
à l'âge de six ans. À douze ans, il pouvait réciter le Coran par cœur.
Il reçut le diplôme de master par l'université Al Azhar en 1990, avec également une thèse sur "The reign of the heir over the Islamic kingdom in the period of Ammaweya" (le règne des héritiers pendant le royaume islamique dans la période Ammaweya).
On lui a alors proposé le poste prestigieux de conférencier à l'université.
Au fur et à mesure de ses recherches, qui le firent voyager en Orient comme en Occident,
Mustafa prit de la distance par rapport à l'islam. Dans son autobiographie, il écrit
son opinion sur l'islam ainsi :
"[j'ai trouvé dans l'histoire de l'islam] de ses débuts à aujourd'hui, une religion remplie de violence et de massacres, sans aucune idéologie valable ou quelque sens de la décence. Je me demandais : «quelle religion pourrait-elle excuser une telle destruction de la vie humaine?» À partir de cela, j'ai commencé à regarder les musulmans et leurs chefs religieux comme des fauteurs de violences."
Apprenant que Mustafa avait "abandonné les enseignements de l'islam",
les autorités d'Al Azhar le renvoyèrent de l'université le 17 décembre 1991.
Elles demandèrent qu'il soit nommé imam dans la mosquée Anas Ebn Malek, de la ville 
de Giza. La police secrète égyptienne appréhenda alors Mustafa et le plaça
dans une cellule sans nourriture ni eau pendant trois jours, après quoi il fut torturé
et interrogé pendant quatre jours, puis transféré dans la prison Khalifa du Caire.
Il fut relâché sans charges une semaine plus tard. À la suite de ces événements,
Mustafa perdit sa foi et se mit à travailler comme directeur des ventes dans 
l'usine de son père. 

### Conversion au christianisme
Cependant, après un an de réflexion sur des textes religieux et des discussions avec une chrétienne, il est devenu chrétien en 1993.
Le 4 août 1994, Mustafa fut envoyé par son père en Afrique du Sud pour établir
des contacts dans le commerce du vêtement. À Durban, il fit la rencontre d'une
famille indienne chez qui il resta trois jours; ce fut pour lui l'occasion de 
vivre une vie de chrétien pour la première fois. À son retour au Caire,
Mustafa se mit à porter une croix autour du cou. Après dix jours, son père le remarqua et lui demanda une explication. Mustafa expliqua :
" J'ai reçu Jésus Christ comme mon Dieu et Sauveur, et je prie pour que toi
et le reste de la famille, vous acceptiez aussi Jésus comme Sauveur." Mustafa écrit que 
son père s'évanouit, mais quand il se rétablit, il cria pour demander à ses autres fils :
"Votre frère s'est converti ! Je dois le tuer dès aujourd'hui!" Mustafa s'échappa
dans la maison de sa sœur. Le 28 août 1994, il voyagea à travers la basse Égypte, 
la Libye, le Tchad et la Cameroun, pour finalement s'arrêter au Congo, où 
il fut atteint de malaria. Après avoir "échappé miraculeusement à une mort certaine",
Mustafa quitta l'hôpital cinq jours plus tard pour "dire à tout le monde ce que
Jésus fit pour lui en Afrique". Par la suite, Mustafa changea son nom et prit le nom
de Mark Gabriel.
En 1996, il a étudié dans une École de disciples à Jeunesse en Mission au Cap, en Afrique du Sud.  
Il a écrit son premier livre en 1997 : "Against the Tides in the Middle East: The true story of Mustafa, former teacher of Islamic history", que l'on pourrait traduire par "Le Moyen Orient à contre-courant  : l'histoire vraie de Mustafa, ancien enseignant d'histoire islamique.".
En 1999, il a déménagé aux États-Unis et a pris son nom actuel. Puis il a obtenu une maîtrise en religions et un doctorat de "Christian education" (sciences chrétiennes de l'éducation) de l'Université chrétienne de Floride d'Orlando.

## Documentaire
Durant l'été 2004, Dr David R. Reagan, du Lamb & Lion Ministries, organisèrent deux interviews
télévisées avec le Dr MG. En 2006, les deux interviews furent éditées ensemble et le Lamb & Lion Ministries produisit un nouveau DVD : 'The Mark Gabriel Story'. Le DVD raconte sa vie et ses expériences, et consacre une part importante au livre Islam et Terrorisme.

## Publications
Les publications de Mark Gabriel sont en anglais, mais également traduites dans d'autres langues. Les éditions Ourania ont édité certains de ses livres en français.
- Against the Tides in the Middle East, publié en 1997 sous le nom de Mustafa.
- Islam and Terrorism: What the Qur'an really teaches about Christianity, violence and the goals of the Islamic jihad, publié en 2002,  (ISBN 0-88419-884-7)

En français : Islam et Terrorisme, aux éditions Ourania,  (ISBN 2-940335-05-2) (). 
- Islam and the Jews: The Unfinished Battle, publié en 2003,  (ISBN 0-88419-956-8)
- Jesus and Muhammad: Profound Differences and Surprising Similarities, publié en 2004,  (ISBN 1-59185-291-9)

En français : Jésus et Mahomet ; profondes différences et surprenantes ressemblances, aux éditions Ourania,  (ISBN 978-2-940335-31-2) ().
- Journey into the Mind of an Islamic Terrorist, publié en 2006,  (ISBN 1-59185-713-9).
- Culture Clash : Islam's War on the West, publié en 2007,  (ISBN 9781599792125).
- Coffee with the Prophet: 21st Century Conversations with Muhammad, publié en janvier 2010.